# Tanaka Jun (cầu thủ bóng đá)
Tanaka Jun (田中 淳 Tanaka Jun, sinh ngày 1 tháng 9 năm 1983) là một cựu cầu thủ bóng đá người Nhật Bản.

## Thống kê câu lạc bộ
| Thành tích câu lạc bộ | Thành tích câu lạc bộ | Thành tích câu lạc bộ | Giải vô địch | Giải vô địch | Cúp                   | Cúp                   | Tổng cộng | Tổng cộng |
| Mùa giải              | Câu lạc bộ            | Giải vô địch          | Số trận      | Bàn thắng    | Số trận               | Bàn thắng             | Số trận   | Bàn thắng |
| Nhật Bản              | Nhật Bản              | Nhật Bản              | Giải vô địch | Giải vô địch | Cúp Hoàng đế Nhật Bản | Cúp Hoàng đế Nhật Bản | Tổng cộng | Tổng cộng |
| --------------------- | --------------------- | --------------------- | ------------ | ------------ | --------------------- | --------------------- | --------- | --------- |
| 2006                  | Thespa Kusatsu        | J2 League             | 20           | 0            | 1                     | 0                     | 21        | 0         |
| 2007                  | Thespa Kusatsu        | J2 League             | 27           | 0            | 1                     | 0                     | 28        | 0         |
| 2008                  | Thespa Kusatsu        | J2 League             | 35           | 2            | 1                     | 0                     | 36        | 2         |
| 2009                  | Thespa Kusatsu        | J2 League             | 43           | 2            | 2                     | 0                     | 45        | 2         |
| 2010                  | Thespa Kusatsu        | J2 League             | 28           | 0            | 1                     | 0                     | 29        | 0         |
| 2011                  | Thespa Kusatsu        | J2 League             |              |              |                       |                       |           |           |
| Quốc gia              | Nhật Bản              | Nhật Bản              | 153          | 4            | 6                     | 0                     | 159       | 4         |
| Tổng                  | Tổng                  | Tổng                  | 153          | 4            | 6                     | 0                     | 159       | 4         |